# Amatörradio

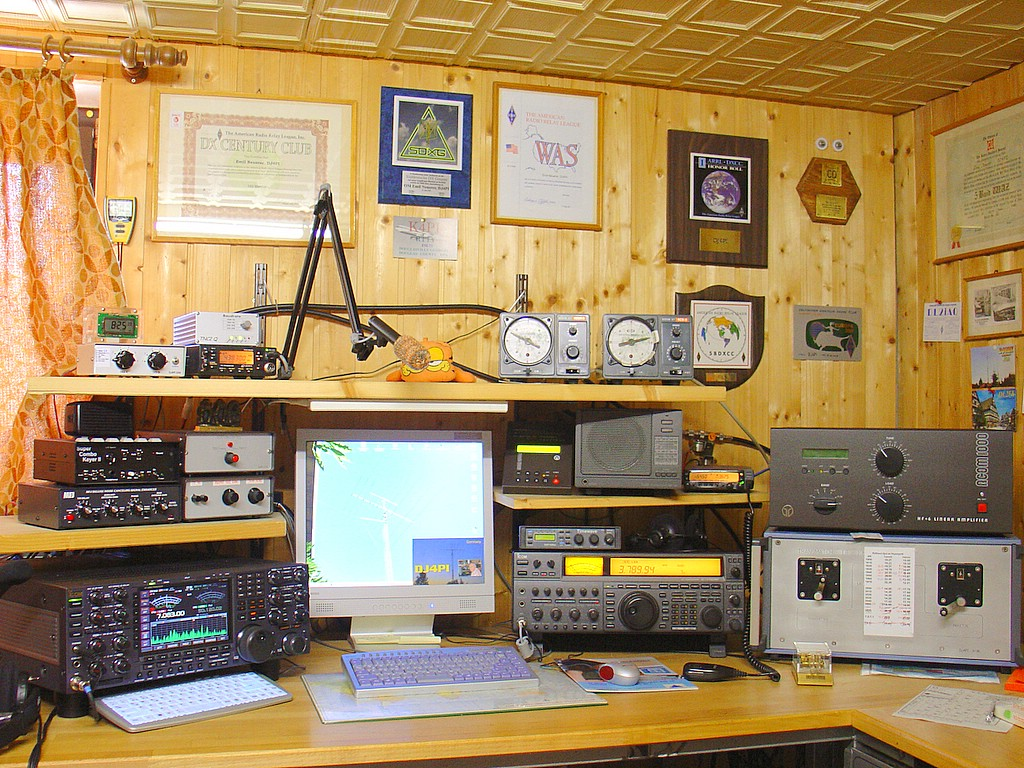
Amatörradiostation (2005).

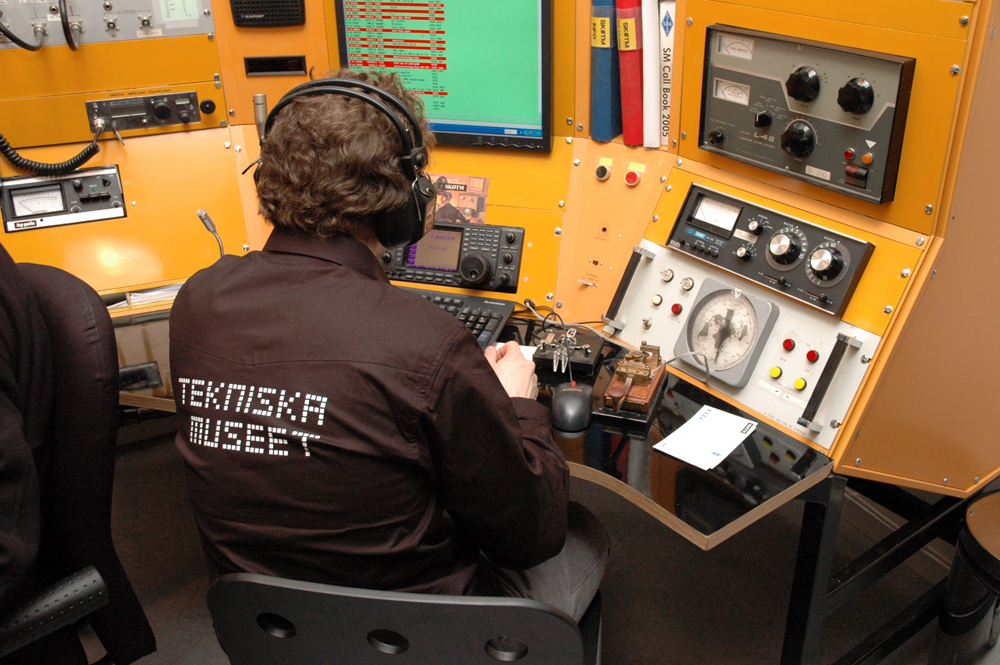
SSA:s radiostation på Tekniska museet i Stockholm med anropssignalen SK0TM.

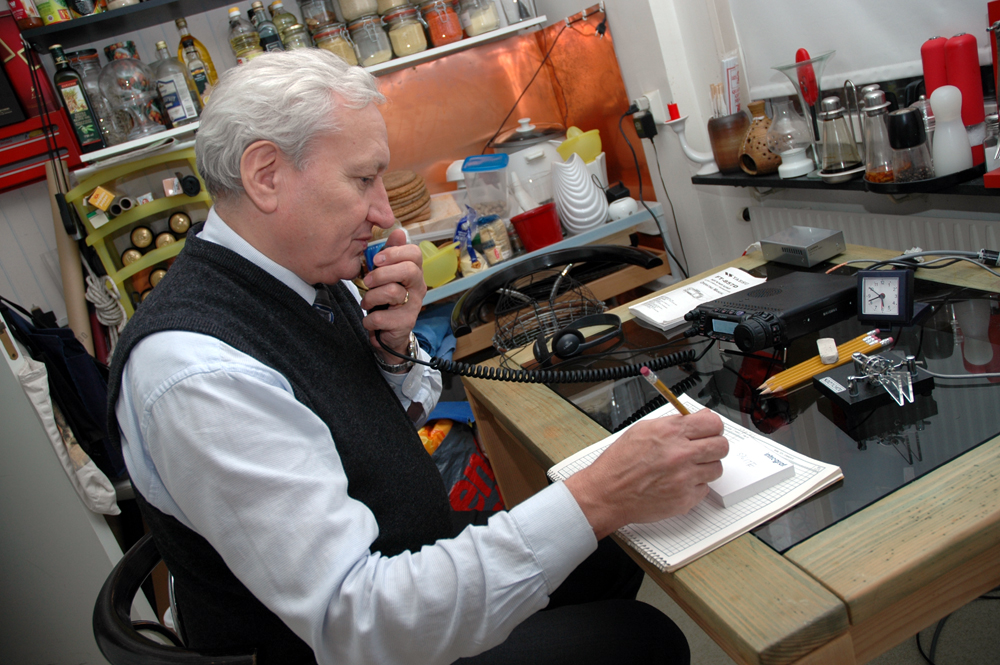
En improviserad amatörradiostation.

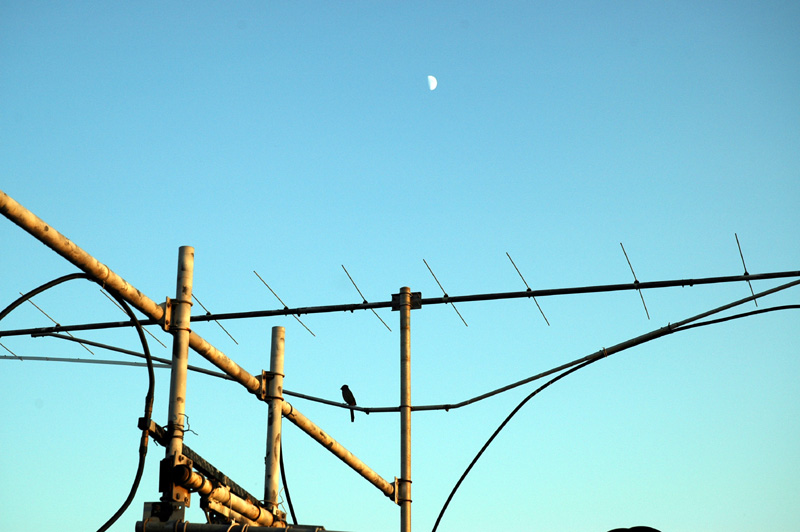
En del av en månstudsantenn för 144 MHz.

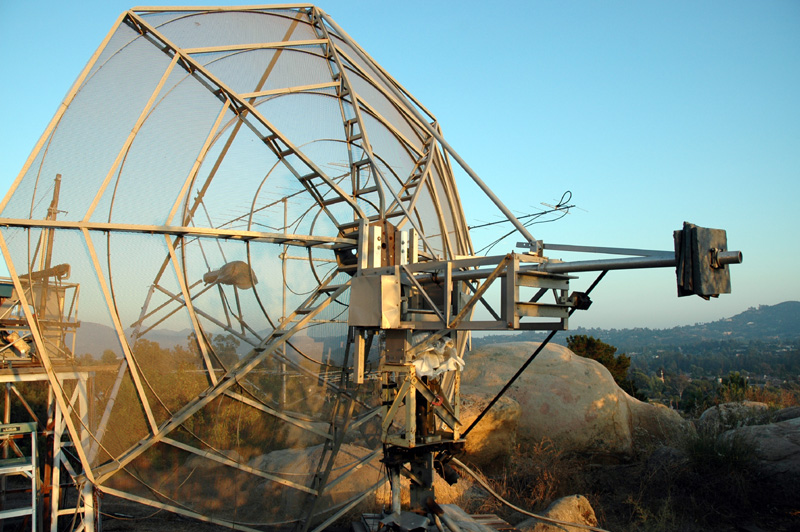
En parabolantenn för månstudstrafik med mikrovågor.

Amatörradio är en hobby i radioteknik med två huvudgrupper av utövare, lyssnaramatörer och sändaramatörer. Ordet amatör i detta sammanhang syftar till att göra en avgränsning mot dem som använder radio i sitt yrke. Amatörradio är en strikt icke-kommersiell verksamhet.

## Allmänt
Amatörradio är en internationell hobby, definierad av FN-organet ITU, som gränsöverskridande avdelat ett stort antal olika radiofrekvensområden för genomförande av tekniska prov, vågutbredningsstudier och daglig kommunikation mellan radioamatörer.
Amatörradio skall inte förväxlas med annan privat kommunikationsradio, som kan ske helt utan kompetensprov. Sådan radiokommunikation i olika varianter kallas ibland för privatradio (PR-radio), PMR446, eller jaktradio. I Sverige tillåts sådant på 27, 31, 69, 155, 444 och 446 MHz-banden. Se Post- och Telestyrelsens föreskrifter om "Undantag från tillståndsplikt". (PTSFS 2018:3)

### Definitioner
Det internationella Radioreglementet (ITU-RR) definierar amatörradio på följande sätt i Artikel 1.56:
"amateur service: A radiocommunication service for the purpose of self-training, intercommunication and technical investigations carried out by amateurs, that is, by duly authorized persons interested in radio technique solely with a personal aim and without pecuniary interest."
I svensk översättning lyder definitionen av amatörradiotrafik: 
"icke yrkesmässig radiotrafik för övning, kommunikation och tekniska undersökningar, bedriven av personligt radiotekniskt intresse och utan vinningssyfte." (PTSFS 2018:3)
Både i den internationella definitionen samt i den svenska översättningen förutsätts ett radiotekniskt intresse för att utöva amatörradio.
- Lyssnaramatör, som endast ägnar sig åt att lyssna på andras radiokommunikation och på ljudradioprogram från när och fjärran. Denna typ av hobby kallas sedan lång tid tillbaka för DX-ing – troligtvis kommer förkortningen DX av "distance X", dvs. man kan inte i förhand avgöra hur pass bra långväga stationer kommer att höras. En lyssnaramatör kallas därför även DX-are (av engelska "DX-er").
- Radioamatör eller sändaramatör, har avlagt godkända prov i radioteknik, elektriska säkerhetsföreskrifter och regelverk för att få ett amatörradiocertifikat. Med ett sådant certifikat i handen är det tillåtet att själv använda radiosändare och kommunicera med andra radioamatörer jorden runt (det senare kallas att "köra dx"). Det är också tillåtet att bygga sin egen sändarutrustning, och med den utföra tekniska prov och experiment.

### Trafiksätt
Förutom analog kommunikation såsom telefoni med frekvensmodulering (FM) eller enkelt sidband (SSB) (och ibland amplitudmodulering (AM)) och radiotelegrafi via CW används idag även en rad olika digitala trafikslag såsom D-Star, TCP/IP via radio, APRS, Echolink via Internet, paketradio, Telex (RTTY), PSK. Stillbildsöverföring (SSTV), television, satellitkommunikation samt sändning med studs mot månen (månstuds), meteorer och norrsken förekommer också.

## Historia

### Internationellt
Efter Guglielmo Marconis experiment under 1900-talets första decennium, med bland annat transatlantiska radioförbindelser, började många privatpersoner själva experimentera med radiosändningar genom telegrafi med gnistsändare. Så tidigt som år 1910 bildade radioamatörer i Australien den första amatörradioföreningen i världen, och i USA bildades den nationella amatörradioorganisationen American Radio Relay League (ARRL) år 1914. 
I USA medförde ny radiolagstiftning 1912 en statlig licensiering av amatörradiooperatörer. Första världskriget medförde att amatörradioaktiviteten var förbjuden i de flesta länder och aktiviteten förblev låg flera år efter kriget, samt tog fart igen först under det tidiga 1920-talet.
Interkontinentala förbindelser möjliggjordes i början av 1920-talet genom användning av kortvågsområdet, och en stark tillväxt av amatörradion blev en konsekvens i främst de engelsktalande länderna. En internationell ITU-radiokonferens í Washington 1927 gav amatörradion bestämda, och i flera fall exklusiva, frekvensband samt internationell juridisk status. Motprestationen var att ett obligatoriskt telegrafiprov krävdes av alla radioamatörer efter 1/1 1929.
Fram till det andra världskriget växte dock amatörradion relativt långsamt i Europa. 
Efterföljande ITU-konferenser (Madrid 1932 och Kairo 1938) medförde inga större förändringar, annat än att frekvensbanden kom att inskränkas. Andra världskrigets utbrott medförde att amatörradio åter förbjöds i både krigförande och neutrala länder. Förbuden upphävdes successivt i de flesta länder under perioden hösten 1945 till våren 1948.
Efterkrigstidens amatörradio kom att präglas av den positiva inställning som segrarmakterna hade. Radioamatörerna ansågs där ha gjort betydelsefulla insatser för krigsansträngningarna. Därför kom amatörradion att tilldelas ytterligare frekvensområden vid den första ITU-radiokonferensen efter kriget i Atlantic City 1947. Samtidigt infördes nya och ofta betydligt skärpta kompetenskrav på radioamatörerna så att de vid behov skulle kunna utgöra beståndsdelar i totalförsvaret.

### Sverige

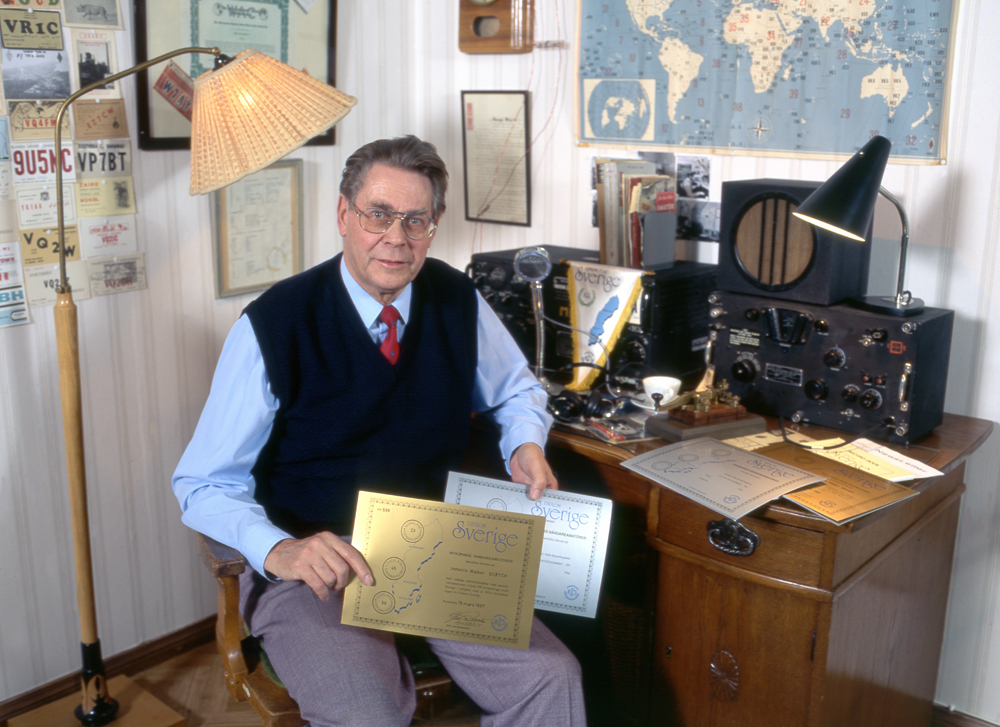
Utställning på Telemuseum i Stockholm. Återskapad svensk station från 1950-talet.

Den första anropssignalen för en svensk radioamatör, SMZZ, utdelades år 1924. För att kunna erhålla ett svenskt amatörradiotillstånd krävdes att en underdånig framställan om "koncession" ställdes till Kungl. Maj:t (Regeringen) vilken i konselj beviljade detta tillstånd under vissa förutsättningar. Tillståndet kom därför ofta att kallas för "kungabrev". En rikstäckande förening för radioamatörer, Sveriges Sändareamatörer (SSA), bildades år 1925.
Svenska bestämmelser kom i allt väsentligt att anpassa sig till förändringarna i de internationella. Ett telegrafiprov (50-takt) infördes 1929, samt teknik- och reglementsprov enligt Kairo-reglementet skulle ha införts 1/9 1939. Då utfärdades istället ett generellt sändningsförbud på grund av krigsutbrottet, och ett år senare beslagtogs alla amatörradiosändare i preventivt syfte. En betydande del av de svenska radioamatörerna kom dock att tjänstgöra i neutralitetsvakten som signalister och telegrafister. Vid krigsutbrottet fanns det cirka 400 tillstånd i Sverige.
Sändningsförbudet upphävdes den 11/3 1946, och de beslagtagna sändarna återlämnades. Under tiden hade nya bestämmelser (Telegrafverkets Författningssamling B:53) utfärdats, vilka innehöll övergångsbestämmelsen att hittills utfärdade tillstånd förlorade sin giltighet 1/1 1947, samt att alla som önskade fortsätta som radioamatör efter detta datum var tvungna att avlägga nya prov för någon av de tre certifikatsklasserna A, B eller C.
Tanken bakom detta var att radioamatörerna genom självstudier och aktivitet skulle förkovra sig i radioteknik och telegrafi så att de så småningom kunde uppnå den högsta klassen (A). Kraven för A-certifikatet ansågs grovt motsvara de minimikrav som kunde ställas på en yrkes- eller militärtelegrafist i aktiv tjänst. 
En betydande orsak till detta var att kravbilderna hade utformas i samråd mellan företrädare från Telegrafverkets undervisningsanstalt, främst dess föreståndare civilingenjör Einar Malmgren, och Försvarsstabens Signalavdelning.
Detta system kom att råda i allt väsentligt oförändrat till början av 1970-talet. Då såg sig företrädare för SSA nödsakade att göra en framställan om en telegrafifri licensklass ("Teknisk Licens" eller "T-certifikat") för att möta det ökande missbruket av 27 MHz privatradio. Initiativet motiverades bland annat med att "i varje radiointresserad finns en blivande radioamatör" och att "införandet av en teknisk licensklass leder till en förbättring av den tekniska nivån". Införandet av T-certifikatet ledde till en påtaglig ökning av numerären, omkring 800 nya tillstånd per år utfärdades under de år under 1980-talet när tillväxten var som störst.

## Utövare
Radioamatör är en person som avlagt prov för att erhålla ett radioamatörcertifikat, som har radio som hobby, och därmed utövar amatörradio. I hela världen finns ungefär 2,7 miljoner radioamatörer enligt senast tillgänglig statistik från IARU, den internationella amatörradiounionen.

### Internationellt
I USA passerade antalet licensierade radioamatörer 700 000 i november 2011.
I Europa finns det flest radioamatörer i Tyskland: 64 000, Storbritannien: 62 000, Spanien: 47 000 och Italien: 30 000. Att det skulle finnas flest radioamatörer i Italien i Europa är alltså också en myt som inte stämmer.
I Asien toppar Indonesien med 40 000 licensierade och i Sydamerika Brasilien med 27 000 licensierade.
Av ovanstående statistik framgår att den spanska och portugisiska språkgruppen utgör en betydande del av världens radioamatörer. Dessa språk hörs också ofta på amatörradiobanden på kortvåg.
En felaktig siffra som florerar på Internet är att det skulle finnas 1,2 miljoner radioamatörer i Japan. Problemet med att uppskatta antalet radioamatörer i Japan är att definitionen av radioamatör är annorlunda i Japan än i västvärlden. Normalt räknas radioamatörer som de som får lov att inneha radiosändare i sitt hem och sända från en egen station i hemmet. Sådana tillstånd fanns det cirka 450 000 i mars 2010 enligt officiell japansk statistik. Av dessa var det 101 911 som hade individuell licens med möjlighet att sända på alla frekvensband. Totalt fanns det cirka 3,3 miljoner licenser i Japan i mars 2010 men majoriteten av dessa är begränsade till tillstånd för mobil kommunikation i bilar, handhållna apparater etc. på frekvenser över 144 MHz. De som har sådana tillstånd är alltså hänvisade till inrikes kommunikation med kort räckvidd varför siffran 450 000 radioamatörer i Japan är en mera korrekt siffra om den gängse definitionen av radioamatör avses.

### Sverige
I Sverige behöver inte (sedan 2004) någon årlig tillståndsavgift betalas in till Post- och Telestyrelsen.
Radioamatörerna i Sverige organiseras genom SSA (Sveriges Sändareamatörer) och lokala radioklubbar. Medlemsantalet i SSA är cirka 4 700 licensierade radioamatörer 2015. En stor del av de cirka 12 500 licensierade i Sverige är inaktiva av olika skäl. Det uppskattas att cirka 6 000 licensierade är aktiva någon gång per år men vissa uppskattningar anger så få som 1 500–2 000 riktigt aktiva, alltså minst någon gång varje vecka. Ofta sätter boendet hinder i vägen för antennuppsättning och många är hänvisade till utomhusaktivitet i skog och mark sommartid eller aktivitet från klubbstationer.
Det har cirkulerat en uppgift om att det finns cirka 12 000 radioamatörer i Sverige sedan sent 1990-tal. Den uppgiften härrör från PTS sista register över radioamatörer. Sedan 1999 för inte längre PTS något register över svenska radioamatörer, utan den uppgiften faller istället på SSA. Dock publiceras flertalet av dödsfallen bland radioamatörer på sajten RigPix.com samtidigt som alla nya signaler publiceras i nyhetsbulletiner från Sveriges Sändareamatörer, SSA. 
Utgående från data ur den databas vilken ligger till grund för "SM Callbook", som är det närmaste som går att komma ett officiellt register kan man ange antalet till mellan 12 500 och 13 000. I detta antal torde även återfinnas ett antal orapporterade avlidna amatörer. Med hänsyn taget till dödsfallen bör antalet licensierade radioamatörer i Sverige år 2015 varit cirka 12 500.
För att få sända behöver man ett amatörradiocertifikat. Föreningen SSA bemannar sin besöksstation i Tekniska museet i Stockholm med signalen SK0TM. Man informerar besökarna om amatörradio och demonstrerar hur man genomför radiotrafik med olika trafiksätt – telegrafi, telefoni, digitala protokoll samt bildöverföring.

### Demografi
Den aktuella åldersstrukturen i Europa uppvisar en medelålder av cirka 60–65 år. I Sverige är fördelningen (2015) sådan att 10 procent av radioamatörerna är 40 år eller yngre, och 40 procent är 65 år eller äldre samt 10 procent är 80 år eller äldre. Tillströmningen av nya amatörer i Sverige har de senaste 5 åren i medeltal varit cirka 100 per år.

## Radioamatörernas våglängder/frekvensområden
Inom radiokommunikation talar man främst om tre olika sätt att mäta uteffekt:
- PEP, Peak Effective Power, är effekten som den uppmäts vid antennens matpunkt.
- ERP, Effective Radiated Power, är PEP-effekten justerad för antennvinsten relativt mot en dipolantenn.
- EIRP, Effective Isotropic Radiated Power, är likt ERP men referensen är en teoretisk isotropantenn.

| Våglängd (våglängdsband) | Frekvensområde i Sverige | Frekvensområde i Sverige | Frekvensområde i Sverige | Max uteffekt i Sverige (PEP om inget annat nämns) |
| ------------------------ | ------------------------ | ------------------------ | ------------------------ | ------------------------------------------------- |
| 2 km                     | 135,7                    | –                        | 137,8 kHz                | 1 W erp                                           |
| 600 m                    | 472                      | –                        | 479 kHz                  | 1 W eirp                                          |
| 160 m                    | 1810                     | –                        | 1850 kHz                 | 200* W                                            |
| 160 m                    | 1850                     | –                        | 1900 kHz                 | 10 W                                              |
| 150 m                    | 1900                     | –                        | 1950 kHz                 | 100 W                                             |
| 150 m                    | 1950                     | –                        | 2000 kHz                 | 10 W                                              |
| 80 m                     | 3,5                      | –                        | 3,8 MHz                  | 200* W                                            |
| 60 m                     | 5,3515                   | –                        | 5,3665 MHz               | 15 W eirp                                         |
| 40 m                     | 7                        | –                        | 7,2 MHz                  | 200* W                                            |
| 30 m                     | 10,1                     | –                        | 10,15 MHz                | 150 W                                             |
| 20 m                     | 14                       | –                        | 14,350 MHz               | 200* W                                            |
| 17 m                     | 18,068                   | –                        | 18,168 MHz               | 200* W                                            |
| 15 m                     | 21                       | –                        | 21,45 MHz                | 200* W                                            |
| 12 m                     | 24,89                    | –                        | 24,99 MHz                | 200* W                                            |
| 10 m                     | 28                       | –                        | 29,7 MHz                 | 200* W                                            |
| 6 m                      | 50                       | –                        | 52 MHz                   | 200 W                                             |
| 2 m                      | 144                      | –                        | 146 MHz                  | 200* W                                            |
| 70 cm                    | 432                      | –                        | 438 MHz                  | 200* W                                            |
| 23 cm                    | 1240                     | –                        | 1300 MHz                 | 200* W                                            |
| 13 cm                    | 2400                     | –                        | 2450 MHz                 | 100 mW                                            |
| 5 cm                     | 5,65                     | –                        | 5,85 GHz                 | 200* W                                            |
| 3 cm                     | 10                       | –                        | 10,5 GHz                 | 200* W                                            |
| 12 mm                    | 24                       | –                        | 24,25 GHz                | 200* W                                            |
| 6,4 mm                   | 47                       | –                        | 47,2 GHz                 | 200* W                                            |
| 3,8 mm                   | 75,5                     | –                        | 81 GHz                   | 200* W                                            |
| 2,4 mm                   | 122,25                   | –                        | 123 GHz                  | 200* W                                            |
| 2,2 mm                   | 134                      | –                        | 141 GHz                  | 200* W                                            |
| 1,2 mm                   | 241                      | –                        | 250 GHz                  | 200* W                                            |

Vissa av dessa frekvensband delas med andra tjänster utöver amatörradion. Uppgifterna enligt ovan från PTSFS 2022:19 som trädde i kraft den 16 december 2022.
* Praxis i Sverige är till skillnad från de flesta stater att utfärda certifikat och inte s.k. tillstånd. För att erhålla effekttillstånd för upp till 1 kW PEP där det tillåts kan man ansöka om tillstånd från PTS. Drygt 400 svenska radioamatörer har fram till november 2018 ansökt om och fått ett sådant tillstånd.

## Anropssignaler
En anropssignal för en radioamatör börjar i Sverige med SM (utfärdad av Telegrafverket/Televerket/Post- och telestyrelsen) eller SA (utfärdat av SSA) följt av en siffra 0–7 (beroende på vilket distrikt radioamatören finns i) samt två eller tre bokstäver (vid prefixet SM) eller tre bokstäver (vid prefixet SA) som bildar suffix. Prefixet SM delas för närvarande inte ut till nya radioamatörer, eftersom PTS upphört med certifiering av radioamatörer.
De radioamatörer som innehar signaler med prefixet SA är i regel inte kunniga i morsetelegrafi även om en del lär sig telegrafi på frivillig basis då det inte längre föreligger något sådant krav internationellt annat än i ett fåtal länder, främst i forna östblocket. Det finns ett fåtal personer vars tidigare anropssignal delats ut till annan person som på äldre dar återupptagit hobbyn. Dessa får då en ny signal i SA-serien och är därför ofta kunniga i morsetelegrafi. Fram till 1979 delades oanvända anropssignaler ut på nytt men detta sker inte längre. Anropssignalen som tilldelats gäller på livstid och delas inte ut på nytt.
Flyttar man till ett annat distrikt inom landet så behåller man sitt suffix och endast distriktssiffran ändras, efter godkännande av utfärdande myndighet/SSA. Suffixet i en signal är således unikt inom landet. Observera att två personer kan ha samma suffix men de skiljs då åt genom prefixen SA respektive SM. Befinner man sig tillfälligt utanför sitt eget distrikt så lägger man istället den nya distriktssiffran efter sin anropssignal, separerat med ett "streck" (exempelvis SM6AAA/7). Marina stationer skall lägga /MM (maritime mobile) efter sin anropssignal och flygburna stationer skall lägga till /AM (aeromobil).
Några svenska bindande regler för hur anropssignalen ska användas annat än att den ska "anges med korta mellanrum" existerar inte, utan det ovanstående får betraktas som "praxis". Med korta mellanrum avses i många länder minst var tionde minut vilket blivit inofficiell praxis. I t.ex. USA är detta tidsintervall ett minimikrav.
Tidigare var amatörradiotillståndet avgiftsbelagt, och tillståndet med tillhörande anropssignal kunde sålunda dras in antingen vid misskötsel eller vid utebliven betalning. Idag får man anropssignalen på livstid, och behöver inte längre varje år bevaka att den blir betald. QSL-service via SSA:s byrå är dock avgiftsbelagd. Det är endast i Sverige i hela världen som tillstånd för radioamatörer numera inte utfärdas och tillståndsavgift saknas.[källa behövs]
Det existerar i rådande svenska rättsläge inga procedurer för att dra in eller upphäva ett utdelat amatörradiocertifikat eller en utdelad anropssignal, vilket saknar internationellt motstycke.[källa behövs] Om frågan skulle uppkomma huruvida ett certifikat behöver dras in blir det tvingande med en domstolsprövning, vilken då fastställer rättspraxis.
Klubbstationer har prefix SK (PTS/SSA) eller SA (SSA) med tvåställigt suffix. Notera att SK med tvåställigt suffix för närvarande inte delas ut. Militära amatörradiostationer har SL (FRO/PTS) som prefix.
Länkstationer hade tidigare signaler där den första bokstaven efter distriktssiffran var bokstaven R,[källa behövs] där R står för repeater. Normalt har en länkstation en signal som avslutas med /R. Många länkstationer har dock varit i drift sedan 70-talet och har väl inarbetade anropssignaler. Det går numera att fortsatt få använda dessa signaler varför många sedan länge etablerade länkstationer har återgått till sin ursprungliga signal av typen SK0RIX till exempel.
Svenska stationer har möjlighet att, utöver sin ordinarie signal och mot årsavgift, erhålla specialsignaler med prefixen SA, SB, SC, SD, SE, SF, SG, SH, SI, SJ, SK, SL, SM, 7S, samt 8S. Möjligheterna vad gäller suffix varierar beroende på prefix. Prefixet SL kan endast ges till militära förband och skolor samt FRO-förbund och -avdelningar. Observera att suffix till specialsignal (till skillnad från ordinarie signal) ej är unikt utanför aktuellt distrikt: samma suffix kan återanvändas av någon annan med en annan distriktssiffra. Specialsignaler kan användas för tävlingssyften, evenemang samt identifiering för administrativt eller tekniskt syfte.

## Repeaterstationer
Repeaterstationer – relästationer, är länkstationer, som oftast finns placerade på höga punkter i terrängen. Dessa repeaterstationer finns i huvudsak på VHF- och UHF-banden, men har även på senare tid börjat dyka upp på HF, på 10-metersbandet. En repeaterstation har olika sändar- och mottagarefrekvenser och avståndet mellan dessa frekvenser kallas skift. Skiftet är på VHF(144 MHz) −600 kHz, och på UHF(432 MHz) i regel −2,0 MHz. På UHF har standarden för skiftet nyligen ändrats, vilket dock inte fått fullt genomslag, i motsats till VHF. Det kan förekomma −1,6 MHz (gamla rekommendationen) och +1,6 MHz, det senare gjordes som en nödlösning för att undslippa störningar från LPD-enheter, som lågeffekts-walkie-talkier, trådlösa hörlurar med mera, som delar band med radioamatörerna. Den nya standarden har tagits fram för att råda bot på det.
På VHF ligger däremot alltid sändarfrekvensen 600 kHz över mottagarens frekvens. Repeatern tar emot en signal i sin mottagare och vidareutsänder den i sin sändare. Signalen återutsänds/repeteras, därav namnet repeater. Dessa repeterstationer startades ofta upp med en ton på 1750 Hz, men detta är på väg att fasas ut. Standarden som nu börjat komma, är något som kallas subtoner (CTCSS), (en låg ej hörbar ton som sändes tillsammans med bärvågen på användarens sändare). Digitala repeatrar börjar också nu göra sitt intåg.
Repeaterstationer drivs i regel i regi av någon amatörradioklubb, men det är numera även vanligt med sådana, som drivs av enskilda radioamatörer. Syftet med dessa länkstationer är att få ett större täckningsområde, främst för mobil radiotrafik. På vissa ställen i landet går det att länka samman flera repeatrar och på så sätt kunna täcka upp ett stort område.
En påtaglig överetablering av repeaterstationer råder i många landsändar.

## Samhällsnytta
Amatörradiohobbyn föranleder en omfattande föreningsaktivitet. Viss del av verksamheten är resurskrävande (master, goda radiolägen, avancerad och ofta egenkonstruerad utrustning osv), fordrar goda kontakter med myndigheter och andra tillskyndare och amatörradion verkar på så sätt i hög grad kunskaps-, traditions- och kulturbärande vid sidan av den sociala funktionen hos en hobby med utövare i alla åldrar och ständiga kontakter över generationsgränserna.
Direkt nytta för en bredare allmänhet gör klubbarna via de radiosamband medlemmarna medverkar i, exempelvis i samband med bilsport-, distansritt- och orienteringstävlingar. Myndigheterna ser värde i den kompetensutveckling och avancerade tekniska skolning hobbyn innebär vid sidan av den beredskapsreserv radioamatörerna utgör i signaltrupper, Frivilliga radioorganisationen (FRO), civilförsvaret, i av dem organiserade Frivilliga resursgruppen (FRG) i kommuner och landsting med mera.
Radioamatörer tränar ständigt och helt frivilligt denna beredskap och håller på samma gång utrustningen i trim för omedelbar beredskap för sambandsuppgifter som är helt oberoende av funktion hos elnät, internet, telenät och annan infrastruktur. Till förfogande står valfria amatörband med allt från lokal täckning till interkontinentala förbindelser och från enklaste utrustning för utväxling av skriftliga meddelanden via telegrafi, till maskinradio för snabb överföring av valfri digital information.

## Distrikt i Sverige
- 0 = Stockholms län
- 1 = Gotlands län
- 2 = Västerbottens och Norrbottens län
- 3 = Gävleborgs, Jämtlands och Västernorrlands län
- 4 = Örebro, Värmlands och Dalarnas län
- 5 = Östergötlands, Södermanlands, Västmanlands och Uppsala län
- 6 = Hallands och Västra Götalands län
- 7 = Skåne, Blekinge, Kronobergs, Jönköpings och Kalmar län
- 8 = Svenska stationer på internationellt vatten, t.ex. SL8CKR - HMS Carlskrona
- 8, 9 = Vissa svenska specialstationer, t.ex. SK8- och SH9YOTA.

## Några olika hobbyvarianter
- Tävlingar eller så kallade "tester" eller contest
- DX-jakt
- QRP – Sändning med låg effekt. Vanligen 5 W eller mindre.
- Antennkonstruktioner
- Byggen av egen radioutrustning
- Satellitkommunikation (AMSAT)
- Repeaterkommunikation
- QSL-kvittens utbyte/samlande, se även Q-förkortningar
- Rävjakt (radio) - RPO
- APRS – positionering via radio och Internet, positionen normalt via data från GPS, även meddelanden mellan användarna samt e-postutväxling
- RaDAR – Rapid Deployment Amateur Radio, att snabbt montera utrustning, och upprätta kommunikation på snabbast möjliga tid. Att göra detta under olika väderförhållanden förekommer.

## Svenska riksföreningar
- Föreningen Sveriges Sändareamatörer (SSA)
- Experimenterande Svenska Radioamatörer (ESR)
- Sveriges DX-förbund